# Sobralia rolfeana
Sobralia rolfeana är en orkidéart som beskrevs av Rudolf Schlechter. Sobralia rolfeana ingår i släktet Sobralia och familjen orkidéer.
Artens utbredningsområde är Panamá. Inga underarter finns listade i Catalogue of Life.